# Stictoptera poliata
Stictoptera poliata là một loài bướm đêm trong họ Noctuidae.